# Шиллай
Ши́ллай (англ. Shillay, гэльск. Siolaigh) — необитаемый остров в архипелаге Внешние Гебридские острова, Шотландия, Великобритания.
Остров условно треугольной формы, его примерные размеры — 650 на 750 метров, площадь — 0,47 км², высшая точка — 79 метров над уровнем моря. В 1,8 километрах к югу расположен заметно более крупный, но также необитаемый остров Паббай, а в 200 метрах к юго-западу от Шиллая находится островок-спутник Литл-Шиллай (340 на 100 метров, высшая точка — 9 метров).
В переводе с древнескандинавского языка название Siolaigh означает «тюлений остров», и действительно там в большом количестве селятся длинномордые тюлени, остров взят под охрану Шотландским фондом дикой природы.
Никаких доказательств того, что здесь когда-либо жили люди, не обнаружено.